# Liste der denkmalgeschützten Objekte in Frankenburg am Hausruck
Die Liste der denkmalgeschützten Objekte in Frankenburg am Hausruck enthält die 9 denkmalgeschützten, unbeweglichen Objekte der oberösterreichischen Marktgemeinde Frankenburg am Hausruck.

## Denkmäler
| Foto |                 | Denkmal                                                                                         | Standort                                               | Beschreibung | Metadaten |
| ---- | --------------- | ----------------------------------------------------------------------------------------------- | ------------------------------------------------------ | --- | --- |
| ja   | Datei hochladen | Kindergarten HERIS-ID: 75369 Objekt-ID: 88848                                                   | Hauptstraße 32 Standort KG: Frankenburg                | Erbaut 1876 als Klosterschule für Mädchen | BDA-Hist.: Q38138896 Status: § 2a Stand der BDA-Liste: 2025-06-30 Name: Kindergarten GstNr.: 59/1                                                                                              |
| ja   | Datei hochladen | Alter Pfarrhof HERIS-ID: 44467 Objekt-ID: 45281                                                 | Marktplatz 1 Standort KG: Frankenburg                  | Ein Bauwerk aus dem Jahr 1734 als Teil des Pflegerschlosses. | BDA-Hist.: Q38009123 Status: Bescheid Stand der BDA-Liste: 2025-06-30 Name: Alter Pfarrhof GstNr.: 97 Pfarrhof Frankenburg am Hausruck                                                         |
| ja   | Datei hochladen | Gasthaus zur Post HERIS-ID: 37828 Objekt-ID: 37133                                              | Marktplatz 3 Standort KG: Frankenburg                  | Errichtet 1622 als Schlosstaverne. Später Nutzung als Poststation. | BDA-Hist.: Q37977247 Status: Bescheid Stand der BDA-Liste: 2025-06-30 Name: Gasthaus zur Post GstNr.: .35/1 Gasthaus zur Post, Frankenburg am Hausruck                                         |
| ja   | Datei hochladen | Kriegerdenkmal HERIS-ID: 75372 Objekt-ID: 88861                                                 | gegenüber Marktplatz 17 Standort KG: Frankenburg       | Das Denkmal wurde 1920 erbaut und 1951, sowie 1954, durch weitere Tafeln erweitert. 1981 wurde das Denkmal vom Marktplatz auf seinen jetzigen Standort versetzt. | BDA-Hist.: Q38138941 Status: § 2a Stand der BDA-Liste: 2025-06-30 Name: Kriegerdenkmal GstNr.: .78                                                                                             |
| ja   | Datei hochladen | Marktbrunnen HERIS-ID: 75370 Objekt-ID: 88859                                                   | gegenüber Marktplatz 22 Standort KG: Frankenburg       | Der Brunnen wurde durch den Braunauer Steinmetzmeister Johann Hölzl 1846 am Marktplatz aufgestellt. In der Mitte befindet sich eine Figur der unbefleckten Maria Empfängnis. | BDA-Hist.: Q38138928 Status: § 2a Stand der BDA-Liste: 2025-06-30 Name: Marktbrunnen GstNr.: 2201/12                                                                                           |
| ja   | Datei hochladen | Friedhofskapelle Schmerzhafte Mutter Gottes und Friedhofsmauer HERIS-ID: 52111 Objekt-ID: 58313 | Rieder Straße 14, in der Nähe Standort KG: Frankenburg | Die Friedhofskirche wurde 1847 erbaut. Der Altar im Rokoko-Stil ist mit Figuren der hll. Notburga und Isidor gestaltet. Die Bemalung stammt von einer Renovierung 1891. | BDA-Hist.: Q38049251 Status: § 2a Stand der BDA-Liste: 2025-06-30 Name: Friedhofskapelle Schmerzhafte Mutter Gottes und Friedhofsmauer GstNr.: .241/2, 116 Frankenburg Friedhofskapelle        |
| ja   | Datei hochladen | Kath. Pfarrkirche hl. Martin und ehem. Friedhofsfläche HERIS-ID: 52112 Objekt-ID: 58314         | neben Riegler Straße 2 Standort KG: Frankenburg        | Die Kirche, bis 1891 Filialkirche von Pfaffing, besteht aus drei Bauabschnitten. Der hintere spätgotische Teil stammt aus der Mitte des 15. Jahrhunderts. 1835 wurde der Kirchturm auf seine jetzige Höhe von 62 m erhöht. Der vordere Teil mit Betonelementen wurde 1967 gebaut. Der Hauptaltar stammt aus dem Ende des 17. Jahrhunderts. | BDA-Hist.: Q25338498 Status: § 2a Stand der BDA-Liste: 2025-06-30 Name: Kath. Pfarrkirche hl. Martin und ehem. Friedhofsfläche GstNr.: 87/2 Frankenburg am Hausruck Kirche                     |
| ja   | Datei hochladen | Schloss Frein HERIS-ID: 37832 Objekt-ID: 37137                                                  | Frein 1 Standort KG: Frein                             | Ein rechteckiges Bauwerk, ursprünglich ein hölzernes Wasserschloss. Der Kern stammt wahrscheinlich aus dem 16/17. Jahrhundert. | BDA-Hist.: Q14544724 Status: Bescheid Stand der BDA-Liste: 2025-06-30 Name: Schloss Frein GstNr.: .1 Schloss Frein                                                                             |
| ja   | Datei hochladen | Mittelalterlicher Burgstall Hofberg HERIS-ID: 108394 Objekt-ID: 125839                          | Flur Hofberg Standort KG: Hofberg                      | Anmerkung: Die verwendeten Koordinaten beziehen sich auf das Grundstück mit der Nummer 719/5. | BDA-Hist.: Q1444609 Status: Bescheid Stand der BDA-Liste: 2025-06-30 Name: Mittelalterlicher Burgstall Hofberg GstNr.: 721/5, 721/2, 721/4, 719/1, 719/6, 719/5, 721/3, 738, 739, 721/1, 721/6 |